# Minamoto no Yorinobu
Minamoto no Yorinobu (源 頼信, , 21 de dezembro de 968 - 01 de junho de 1048) foi um comandante samurai e membro do poderoso Clã Minamoto . Ele era o filho de Minamoto no Mitsunaka (912-997). Junto com seu irmão Minamoto no Yorimitsu , Yorinobu serviu os regentes do Clã Fujiwara , tomando as medidas violentas que os  Fujiwara eram incapazes de tomar .
Yorinobu detinha o título, passado de seu pai, de Chinjufu-shogun , comandante-em-chefe da Defesa do Norte. Serviu como governador das Províncias de Ise e Kai , e foi o fundador da linhagem Kawachi Genji  e seu filho, Minamoto no Yorisue , foi ancestral do Clã Takanashi da Província de Shinano .
Yorinobu é particularmente conhecido por ser um dos favoritos do regente Fujiwara no Michinaga , e por suprimir uma revolta liderada por Taira no Tadatsune , vice-governador da Província de Kazusa . Ele inicialmente recusou, por razões pessoais, mas finalmente concordou em assumir o encargo de derrotar Tadatsune, depois de ser nomeado Governador de Kai. Quando Yorinobu iniciava os preparativos para o ataque, Tadatsune se rendeu, não oferecendo nenhuma resistência, em 1031. Por colocar um fim a esta rebelião, Yorinobu não só aumentou o prestigio da  Corte, como a sua sua própria reputação. Criou espaço para aumentar influência dos Minamoto na região leste do país .